# 户部山古建筑群
34°15′25″N 117°11′02″E / 34.2569°N 117.1838°E
户部山古建筑群位于中国江苏省徐州市云龙区户部山周围，2006年被列为第六批全国重点文物保护单位。
户部山原名南山，明天启四年（1624年）黄河决堤，徐州户部分司署避水迁至此处，故而得名。户部山周围地势较高，明清两代富户争相在此购地建房。现存较完整的民居院落十三个，共五百余间。保存较好的有郑家大院、翟家大院、余家大院、刘家大院、李家大楼、崔焘翰林府、李蟠状元府、魏家园、老盐店等。其中余家大院和翟家大院已辟为徐州民俗博物馆。